# Estlands dramatiska teater
Estlands dramatiska teater (estniska: Eesti Draamateater) är en teater och en teaterbyggnad i centrum av Tallinn i Estland. 
Byggnaden ritades av Sankt Petersburgarkitekterna Nikolaj Vassiljev och Alexej Bubyr för Revals tyska teater och invigdes 1910. Den ligger i södra delen av Tammsaareparken vid Pärnuvägen, granne med Tallinns operahus och mitt emot Saarinenhuset.
En privatägd teaterskola med estniska som språk inrättades 1920 av målaren och pedagogen Paul Sepp (1874–1953). Med utgångspunkt i skolan grundades ett estniskspråkigt teaterkompani 1924, ursprungligen benämnt Dramatiska Studioteatern, omdöpt 1937 till Estlands dramatiska teater. Föreställningarna gavs på Revals tyska teaters vid denna tid enda scen. År 1939 köpte Estlands dramatiska teater byggnaden. Teatern kallades under den sovjetiska perioden Viktor Kingissepp Tallinns nationella dramatiska teater, men den återfick sitt gamla namn 1989 i samband med Estlands förnyade självständighet. 
Teatern har tre scener med 436, 170 respektive 70 sittplatser. Byggnaden är ett byggnadsminne.

## Bildgalleri

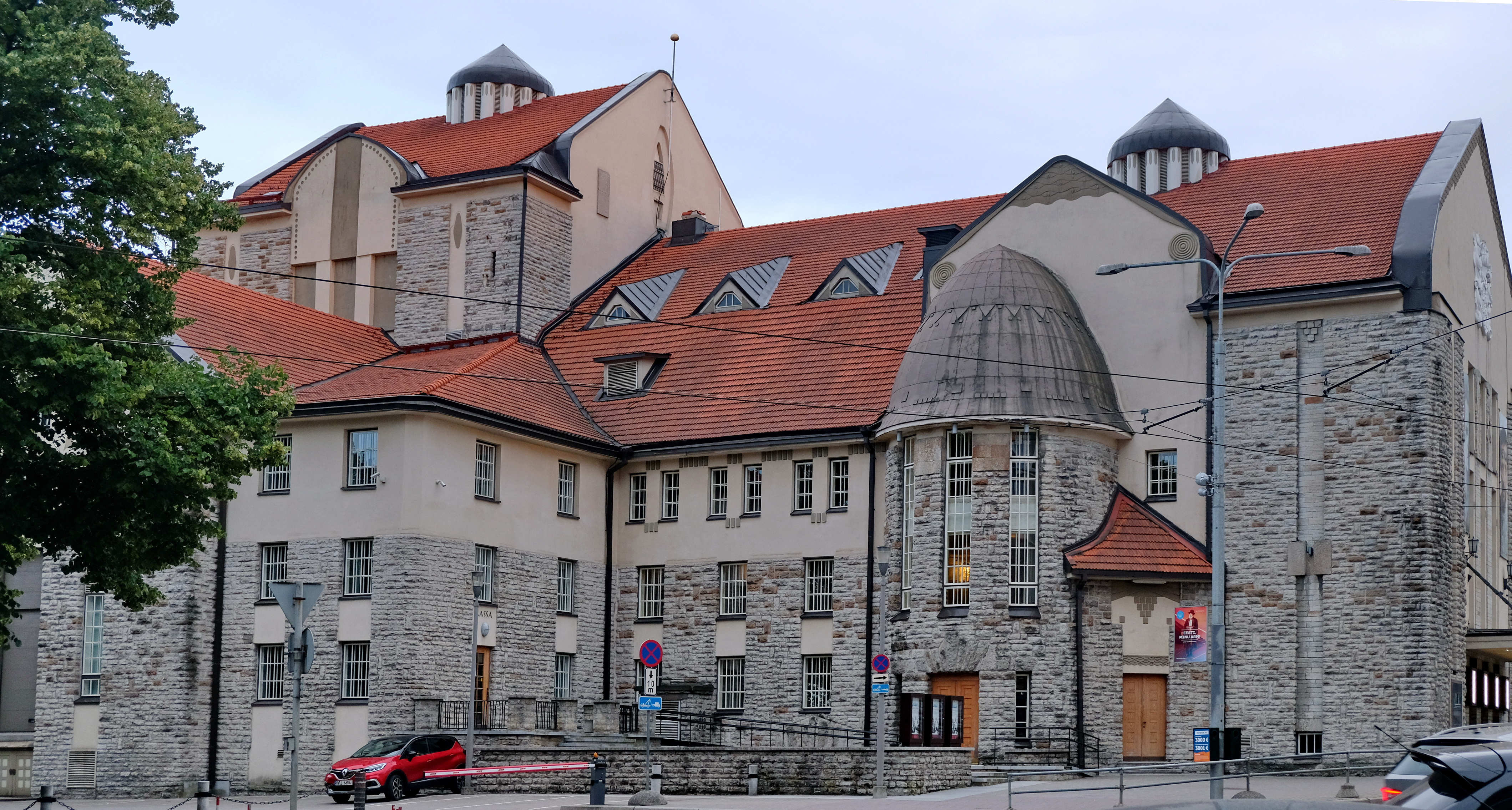
Södra sidan av teatern
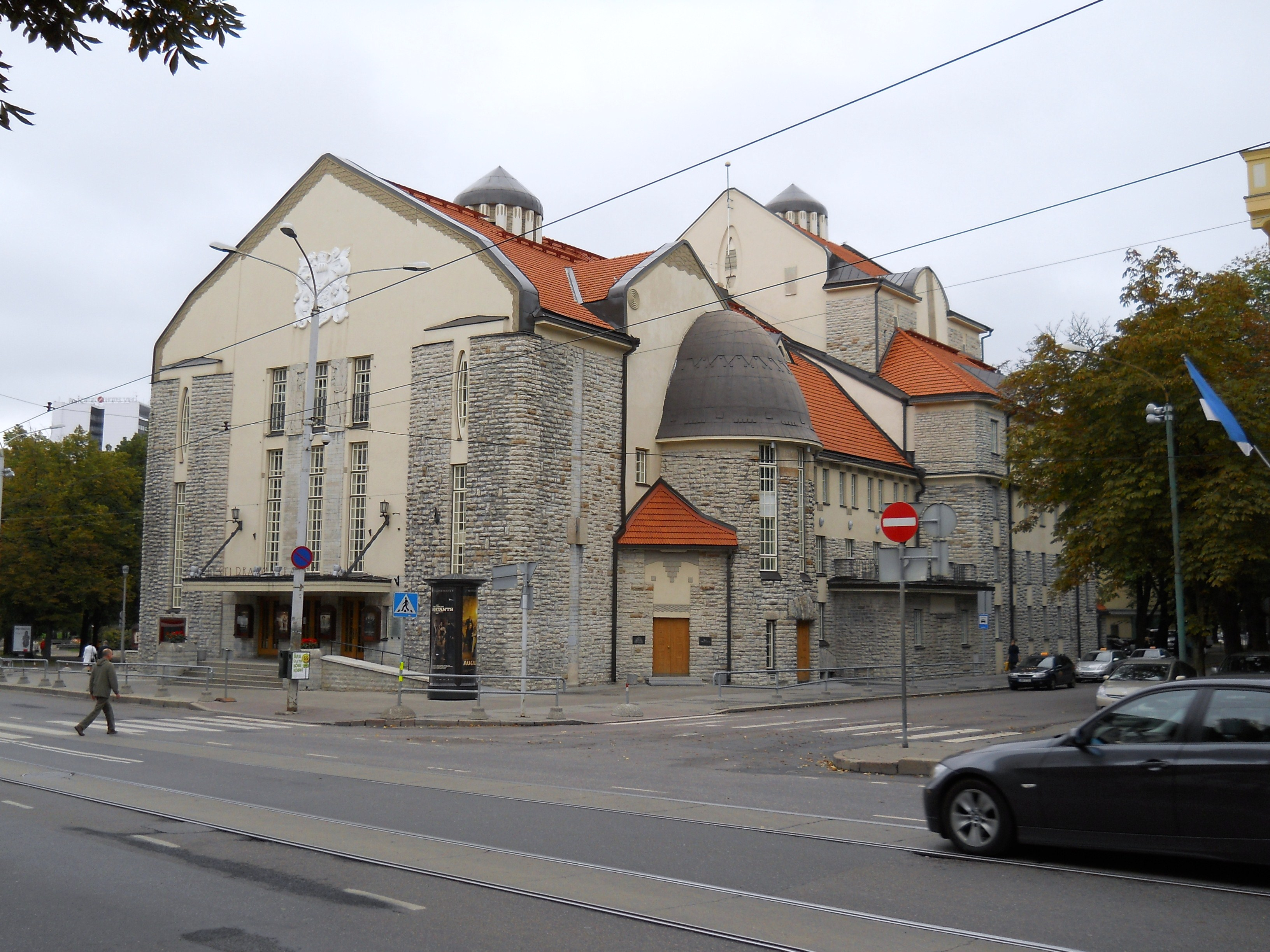
Fasad mot Pärnuvägen